# 7 de maio
7 de maio é o 127.º dia do ano no calendário gregoriano (128.º em anos bissextos). Faltam 238 dias para acabar o ano.

## Eventos históricos

1927: Fundação da Viação Aérea Rio-Grandense.

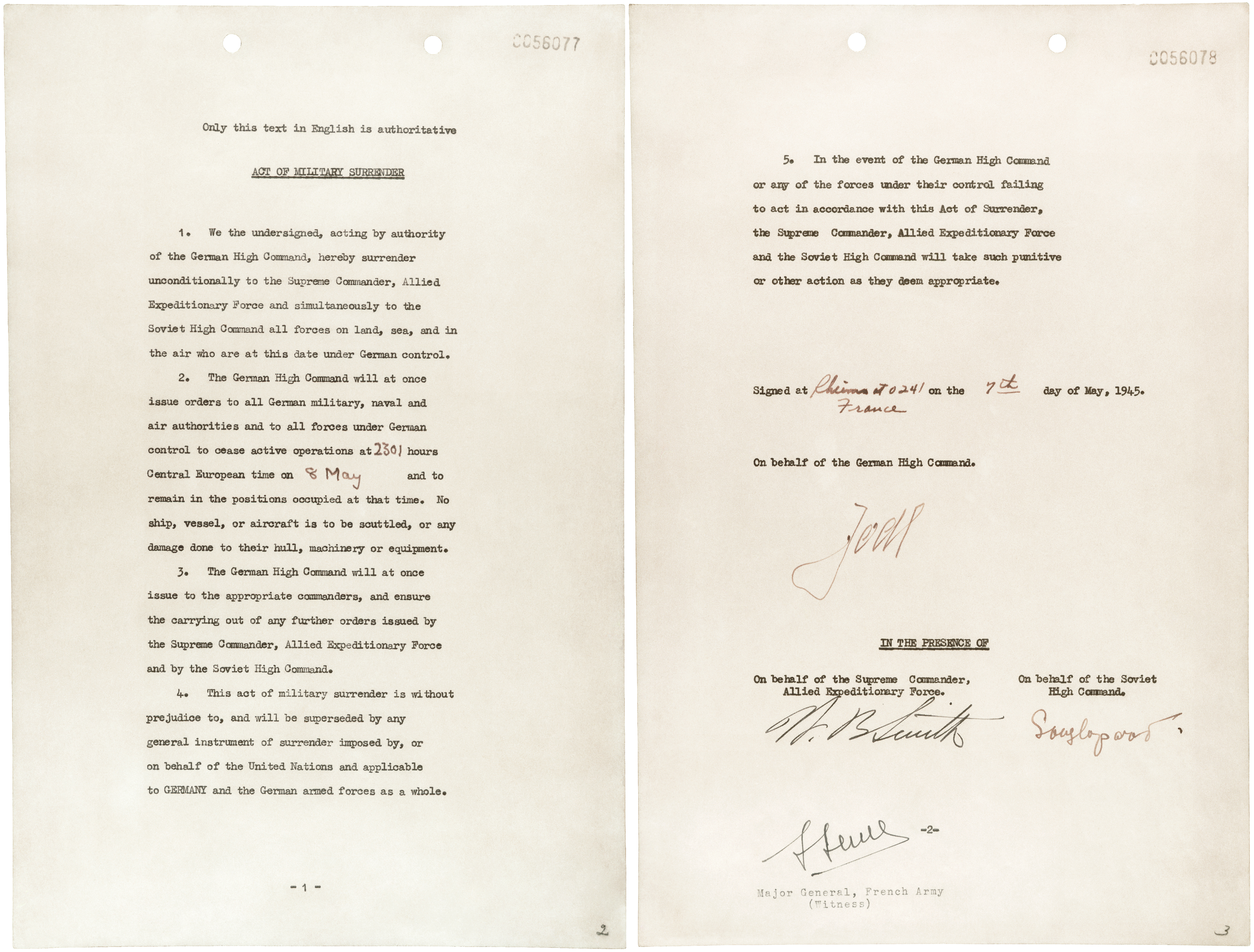
1945: Primeiro instrumento da rendição alemã assinado em Reims.

- 0351 — Início da Revolta judaica contra Galo. Após sua chegada a Antioquia, os judeus começam uma rebelião na Palestina.
- 0558 — Em Constantinopla, a cúpula da Hagia Sofia desmorona. A reconstrução é imediatamente ordenada por Justiniano.
- 1104 — Cruzadas: Batalha de Harã: derrota das forças do Principado de Antioquia e do Condado de Edessa frente aos seljúcidas; Balduíno II de Jerusalém e Joscelino de Courtenay são aprisionados; Tancredo da Galileia torna-se regente de Edessa, com Ricardo de Salerno como governador.
- 1274 — Realizada na França, a primeira sessão do Segundo Concílio de Lyon para regular a eleição do Papa.
- 1487 — Começa o Cerco de Málaga durante a Reconquista Espanhola.[1]
- 1664 — Luís XIV da França começa a construção do Palácio de Versalhes.
- 1697 — O castelo real de Estocolmo (que remontava aos tempos medievais) é destruído por um incêndio. É substituído no século XVIII pelo atual Palácio Real de Estocolmo.
- 1794 — Revolução Francesa: Robespierre introduz o Culto do Ser Supremo na Convenção Nacional como a nova religião oficial da Primeira República Francesa.
- 1798 — Guerras revolucionárias francesas: uma força francesa que tenta desalojar uma pequena guarnição britânica nas Îles Saint-Marcouf é repelida com pesadas perdas.[2]
- 1824 — Estreia mundial da Nona Sinfonia de Beethoven em Viena, Áustria.
- 1832 — A independência da Grécia é reconhecida pelo Tratado de Londres.
- 1840 — O Grande Tornado Natchez atinge Natchez, Estados Unidos, matando 317 pessoas. É o segundo tornado mais mortífero da história dos Estados Unidos.[3]
- 1895 — Em São Petersburgo, o cientista russo Alexander Stepanovich Popov demonstra à Sociedade Russa de Física e Química sua invenção, o detector de raios Popov, um radiorreceptor primitivo.
- 1915
  - Primeira Guerra Mundial: o submarino alemão U-20 afunda o RMS Lusitania, matando 1 198 pessoas, incluindo 128 estadunidenses. A reação pública ao naufrágio torna muitos ex-pró-alemães nos Estados Unidos contra o Império Alemão.
  - A República da China acede a 13 das 21 Exigências, estendendo o controle do Império do Japão sobre a Manchúria e a economia chinesa.[4]
- 1920
  - Tratado de Moscou: a Rússia Soviética reconhece a independência da República Democrática da Geórgia apenas para invadir o país seis meses depois.
  - As tropas polonesas lideradas por Józef Piłsudski e Edward Rydz-Śmigły e auxiliadas por uma força ucraniana simbólica capturam Kiev apenas para serem expulsas pela contra-ofensiva do Exército Vermelho um mês depois.
  - A Galeria de Arte de Ontário, em Toronto, abre a primeira exposição do Grupo dos Sete.
- 1927 — Fundação em Porto Alegre da Varig, a primeira companhia aérea brasileira.
- 1930 — O terremoto de Salmas de 7,1MW sacode o noroeste do Irã e o sudeste da Turquia com uma intensidade máxima de Mercalli de IX. Até três mil pessoas foram mortas.[5]
- 1937 — Guerra Civil Espanhola: a Legião Condor alemã, equipada com biplanos Heinkel He 51, chega à Espanha para ajudar as forças de Francisco Franco.
- 1942 — Segunda Guerra Mundial: durante a Batalha do Mar de Coral, o porta-aviões da Marinha dos Estados Unidos ataca e afunda o porta-aviões Shōhō da Marinha Imperial Japonesa; a batalha marca a primeira vez na história naval que duas frotas inimigas lutam sem contato visual entre navios em guerra.
- 1945 — Segunda Guerra Mundial: o general Alfred Jodl assina os termos de rendição incondicional em Reims, na França, terminando a participação da Alemanha na guerra. O documento produz efeitos no dia seguinte.
- 1946 — Fundação da empresa japonesa Tokyo Tsushin Kogyo (mais tarde renomeada Sony) com cerca de 20 funcionários.
- 1948
  - Fundação da Viação Cometa, uma tradicional empresa brasileira de ônibus rodoviários.
  - Fundação do Conselho da Europa durante o Congresso da Haia.
- 1952 — O conceito de circuito integrado, a base para todos os computadores modernos, é publicado pela primeira vez por Geoffrey Dummer.
- 1954 — Primeira Guerra da Indochina: Fim da Batalha de Dien Bien Phu com a vitória do Việt Minh sobre o corpo expedicionário francês no Extremo Oriente.
- 1960 — Guerra Fria: Incidente com avião U2: o primeiro-secretário do Partido Comunista da União Soviética Nikita Khrushchov anuncia que sua nação estava com o piloto americano do U-2, Gary Powers.
- 1976 — Lançamento oficialmente do Honda Accord.
- 1992 — Lançamento do ônibus espacial Endeavour em sua primeira missão, STS-49.
- 1994 — A pintura de Edvard Munch, O Grito, é recuperada intacta após ser roubada da Galeria Nacional da Noruega em fevereiro.
- 1998 — A Mercedes-Benz compra a Chrysler por 40 bilhões de dólares e forma a DaimlerChrysler na maior fusão industrial da história.
- 1999
  - Papa João Paulo II viaja para a Romênia, tornando-se o primeiro papa a visitar um país predominantemente ortodoxo desde o Grande Cisma de 1054.
  - Em Guiné-Bissau uma junta militar liderada por Ansumane Mané depõe o presidente João Bernardo Vieira e entrega o poder a Malam Bacai Sanhá alguns dias depois.
- 2000 — Vladimir Putin toma posse como presidente da Rússia, naquele que seria seu primeiro mandato.
- 2001 — Depois de 35 anos foragido pela Justiça britânica, Ronald Biggs deixa o Rio de Janeiro e desembarca em Londres, onde é preso.
- 2002 — Um MD-82 da China Northern Airlines mergulha no Mar Amarelo, matando 112 pessoas.[6]
- 2004 — O empresário estadunidense Nick Berg é decapitado por militantes islâmicos. O ato é gravado em vídeo e divulgado na Internet.[7]
- 2007 — Instauração do Parlamento do Mercosul.
- 2010 — Science publica o genoma do Neandertal, com provas de cruzamento de neandertais com humanos.
- 2025 — Início do Conclave para escolha do novo papa da Igreja Católica após a morte do papa Francisco, em 21 de abril.[8][9][10]

## Nascimentos

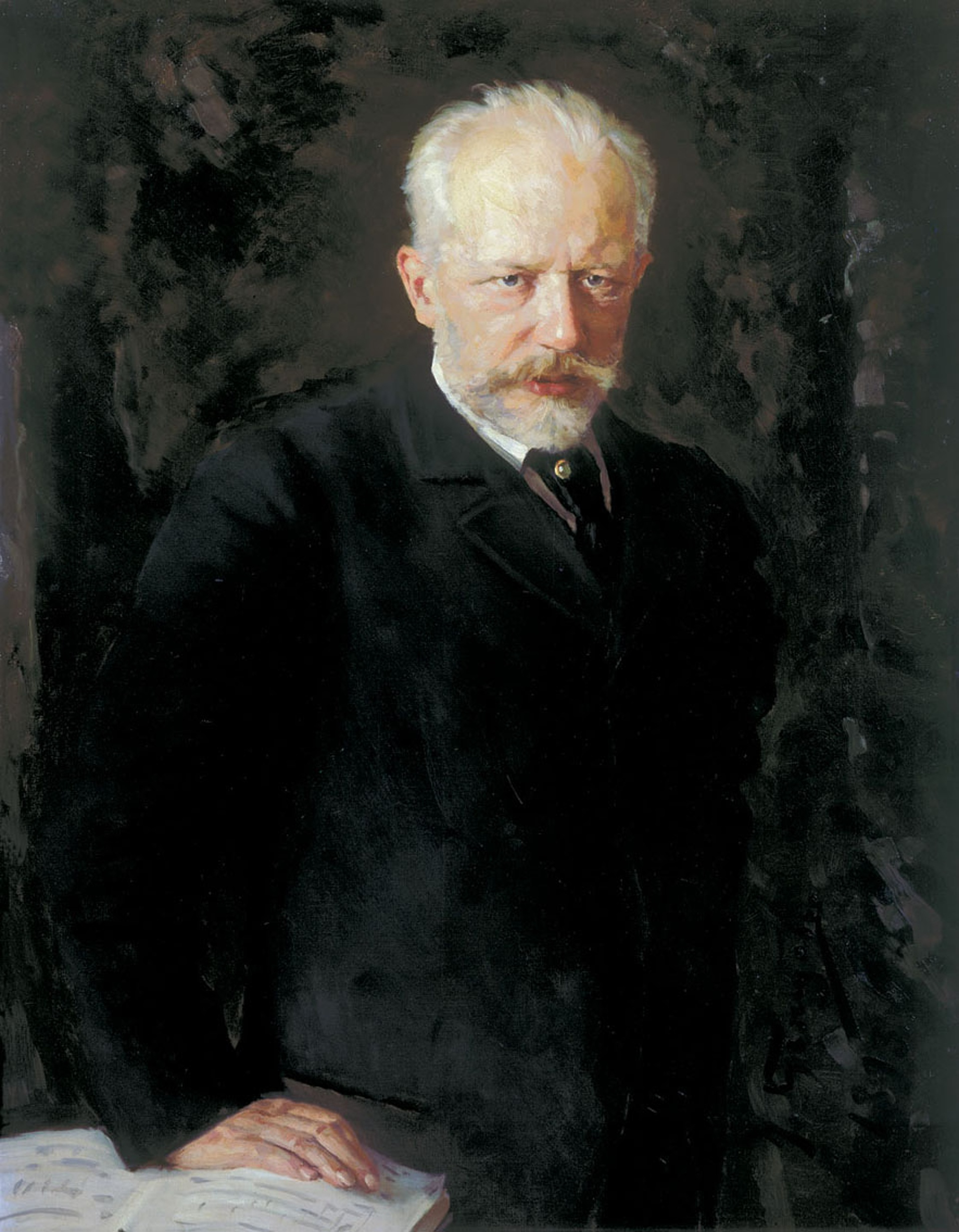
Piotr Ilitch Tchaikovski

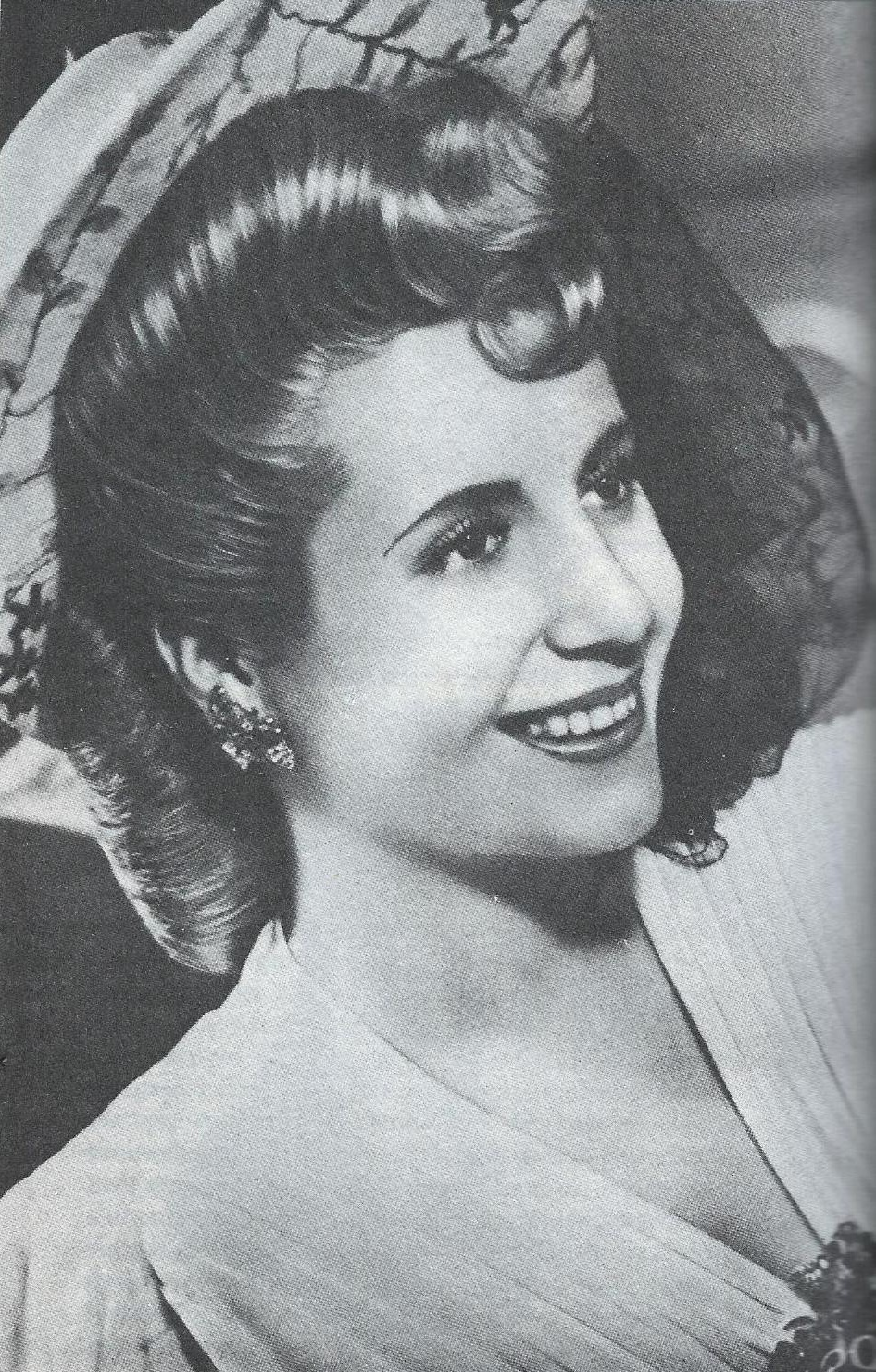
Eva Perón

### Anterior ao século XIX
- Antes de 160 — Júlia Mesa, nobre romana (m. 224)
- 1328 — Luís VI da Baviera (m. 1365).
- 1488 — João III do Palatinado, arcebispo de Ratisbona (m. 1538).
- 1530 — Luís I, Príncipe de Condé (m. 1569)
- 1553 — Alberto Frederico, Duque da Prússia (m. 1618).
- 1605 — Patriarca Nikon de Moscou (m. 1681).
- 1700 — Gerard van Swieten, médico neerlandês (m. 1772).
- 1701 — Carl Heinrich Graun, tenor e compositor alemão (m. 1759).
- 1711 — David Hume, filósofo britânico (m. 1776).
- 1740 — Nikolai Arkharov, policial russo (m. 1814).
- 1745 — Carl Stamitz, violinista e compositor alemão (m. 1801).
- 1748 — Olympe de Gouges, dramaturga e filósofa francesa (m. 1793)
- 1763 — Józef Poniatowski, general polonês (m. 1813).
- 1767 — Frederica Carlota da Prússia (m. 1820).
- 1774 — William Bainbridge, comodoro estadunidense (m. 1833).

### Século XIX
- 1812 — Robert Browning, poeta e dramaturgo inglês (m. 1889)
- 1819 — Otto Wilhelm von Struve, astrônomo russo de origem alemã (m. 1905).
- 1833 — Johannes Brahms, compositor alemão (m. 1897).
- 1837 — Karl Mauch, geógrafo alemão (m. 1875).
- 1840 — Piotr Ilitch Tchaikovsky, compositor russo (m. 1893).
- 1850 — Anton Seidl, maestro húngaro (m. 1898)
- 1884
  - A. J. Renner, empresário brasileiro (m. 1966).
  - Max Brod, escritor alemão (m. 1968).
- 1861 — Rabindranath Tagore, escritor e poeta indiano (m. 1941)
- 1867 — Władysław Reymont, romancista polonês (m. 1925).
- 1882 — Willem Elsschot, escritor e poeta belga (m. 1960).
- 1892 — Josip Broz Tito, militar e político iugoslavo (m. 1980).
- 1893 — Orestes Barbosa, poeta e compositor popular brasileiro (m. 1966).

### Século XX

#### 1901–1950
- 1901 — Gary Cooper, ator norte-americano (m. 1961).
- 1917 — David Tomlinson, ator e comediante inglês (m. 2000).
- 1919 — Eva Perón, atriz e líder política argentina (m. 1952).
- 1925
  - Jorge Loredo, ator e humorista brasileiro (m. 2015).
  - Luiz Pacheco, escritor, editor e crítico literário português (m. 2008).
- 1928 — Vicente da Câmara, fadista português (m. 2016).
- 1940 — José Carlos Araújo, locutor esportivo e apresentador de televisão brasileiro.
- 1944 — Iara Iavelberg, revolucionária brasileira (m. 1971).
- 1950
  - Tim Russert, jornalista norte-americano (m. 2008).
  - Fernando Mendes, cantor brasileiro.

#### 1951–2000
- 1954 — Amy Heckerling, cineasta e diretora de televisão estadunidense.
- 1958 — Lady Zu, cantora e compositora brasileira.
- 1960 — Márcio Araújo, treinador de futebol brasileiro.
- 1964
  - Denis Mandarino, artista plástico e compositor brasileiro.
  - Giuseppe Iachini, treinador de futebol italiano.
- 1968
  - Traci Lords, atriz, produtora, diretora, cantora e ex-atriz pornográfica americana.
  - Eagle-Eye Cherry, músico sueco.
- 1970 — Kim Soo-ro, ator e apresentador de televisão sul-coreano.
- 1971 — Thomas Piketty, economista francês.
- 1975
  - Preto Casagrande, futebolista brasileiro.
  - Martina Topley-Bird, cantora britânica.
- 1976 — Thomas Biagi, piloto italiano de corridas.
- 1977 — Pathy Dejesus, atriz, apresentadora, DJ e ex-modelo brasileira.
- 1978 — Shawn Marion, ex-jogador de basquete norte-americano.
- 1983 — Julio dos Santos, futebolista paraguaio.
- 1984 — Alceu, futebolista brasileiro.
- 1985
  - Mikhail Ignatiev, ciclista russo.
  - J Balvin, cantor e compositor colombiano.
- 1986 — Matthew Helders, baterista britânico.
- 1987
  - Thiago Sales, futebolista brasileiro.
  - Jérémy Ménez, futebolista francês.
  - Asami Konno, cantora japonesa.
- 1988 — Brandon Jones, ator, músico e produtor americano.
- 1989 — Francesco Bolzoni, futebolista italiano.
- 1990 — Sydney Leroux, futebolista estadunidense.
- 1992 — Vasco Silva Dantas Rocha, músico pianista português.
- 1993 — Stefano Denswil, futebolista surinamês.
- 1994 — Dylan Gelula, atriz estadunidense.
- 1995 — Fred Kerley, atleta e campeão mundial norte-americano.
- 1996 — Lee Sang-hyeok, jogador profissional de jogo eletrônico sul-coreano.
- 1997 — Diego Martins, ator, cantor e drag queen brasileiro.
- 1998
  - MrBeast, youtuber e filantropo americano.
  - Dani Olmo, futebolista espanhol.
- 1999
  - Elisa Silva, cantora portuguesa.
  - Cody Gakpo, futebolista neerlandês.
- 2000 — Eden Alene, cantora israelita.

### Século XXI
- 2001 — Maria Rosado, modelo e rainha da beleza portuguesa.

## Mortes

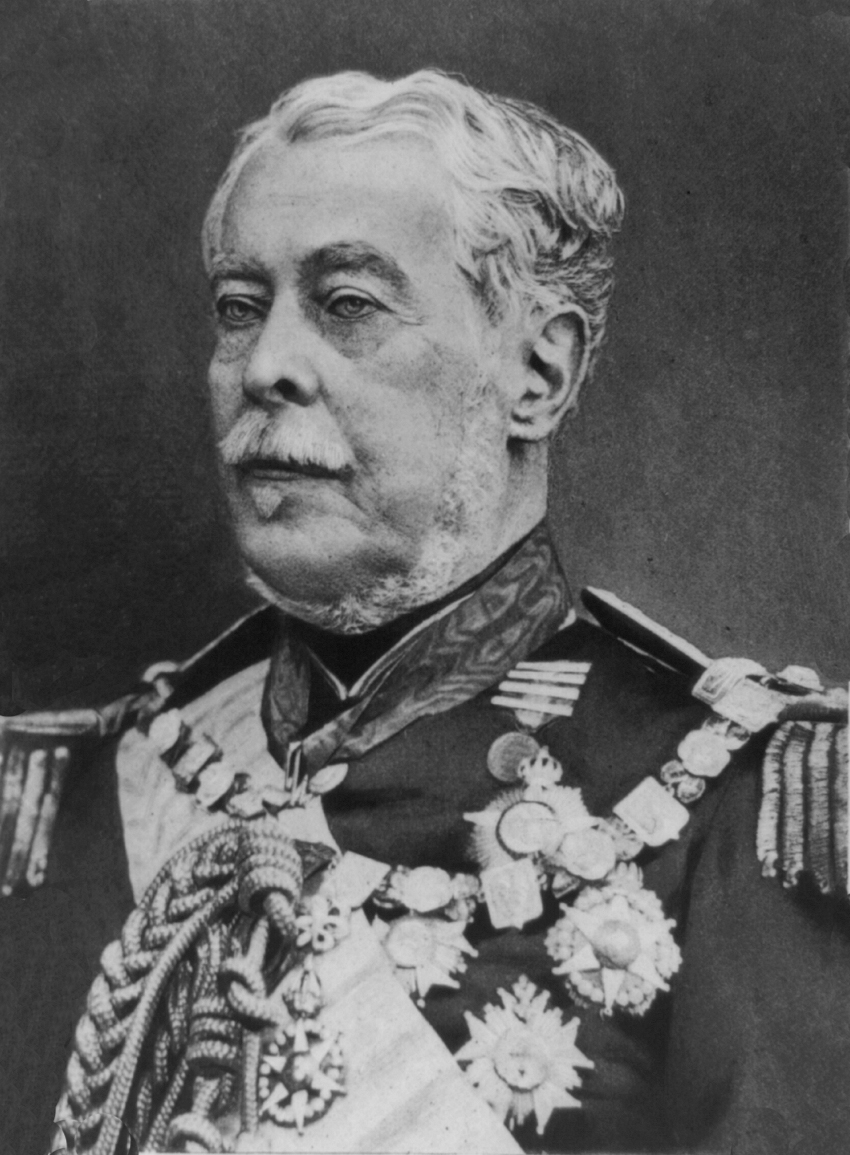
Duque de Caxias

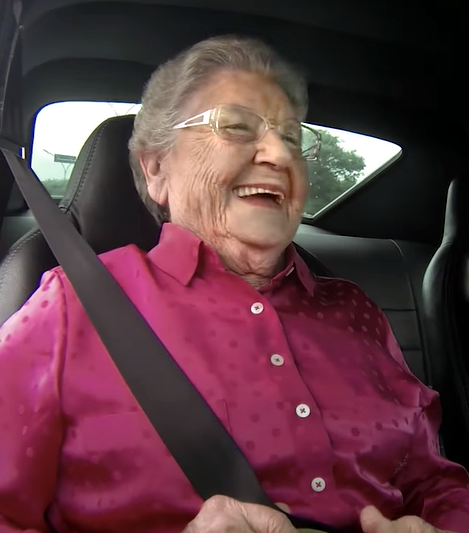
Palmirinha Onofre

### Anterior ao século XIX
- 0973 — Otão I do Sacro Império Romano-Germânico (n. 912).
- 1315 — Isabel de Sabran, infanta de Maiorca (n. 1297).
- 1782 — Henriqueta Maria de Brandemburgo-Schwedt, princesa hereditária de Württemberg (n. 1702).

### Século XIX
- 1825 — Antonio Salieri, compositor italiano (n. 1750).
- 1880 — Duque de Caxias, militar e político conservador brasileiro (n. 1803).
- 1896 — H. H. Holmes, assassino em série norte-americano (n. 1861).
- 1897 — Henrique d'Orleães, Duque de Aumale (n. 1822).

### Século XX
- 1922 — Urbano Santos da Costa Araújo, político brasileiro (n. 1859).
- 1941 — James Frazer, antropólogo britânico (n. 1854).
- 1956 — Josef Hoffmann, arquiteto tcheco (n. 1956).
- 1969 — Manuel Mendes, escritor, escultor e político português (n. 1906).
- 1985 — Carlos Alberto da Mota Pinto, político português (n. 1936).
- 1986 — Herma Szabo, patinadora artística austríaca (n. 1902).
- 1990 — Elizeth Cardoso, cantora e sambista brasileira (n. 1920).
- 2000 — Douglas Fairbanks Jr., ator norte-americano (n. 1909).

### Século XXI
- 2001 — Joseph Greenberg, linguista norte-americano (n. 1915).
- 2004 — Nick Berg, empresário estadunidense (n. 1978).
- 2005 — Otilino Tenorio, futebolista equatoriano (n. 1980).
- 2006
  - António de Vasconcelos Xavier, bioquímico português (n. 1943).
  - Machiko Soga, atriz e dubladora japonesa (n. 1938).
- 2007
  - Diego Corrales, boxeador norte-americano (n. 1977).
  - Isabella Blow, jornalista da moda britânica (n. 1958).
- 2008 — José Fernando Castro Caycedo, político colombiano (n. 1951).
- 2009 — Danny Ozark, técnico de beisebol estadunidense (n. 1924).
- 2011
  - Lídio Toledo, médico brasileiro (n. 1933).
  - Severiano Ballesteros, golfista espanhol (n. 1957)
- 2014 — Colin Pillinger, planetologo britânico (n. 1943).
- 2017 — Elon Lages Lima, matemático, pesquisador e professor brasileiro (n. 1929).
- 2019 — Jean Vanier, filósofo, teólogo e humanitário canadiano (n.1928).
- 2020 — Daisy Lúcidi, atriz, política e radialista brasileira (n.1929).
- 2022 — Aleksandro, cantor brasileiro (n.1987).
- 2023 — Palmirinha Onofre, cozinheira e apresentadora de televisão brasileira (n.1931).
- 2025 — Jacob Palis, matemático brasileiro (n.1940).

## Feriados e eventos cíclicos

### Mundo
- Dia Internacional da Luta contra a Endometriose
- Dia Mundial de Atenção à Espondilite Anquilosante

### Brasil
- Dia do Oftalmologista
- Dia do Silêncio
- Dia Nacional de Prevenção da Alergia
- Aniversário do município de Rio Bonito, Rio de Janeiro

### Cristianismo
- Alexis Toth
- Agnello de Pisa
- Antônio de Kiev
- Dômnio de Salona
- Flávia Domitila
- Gisela da Baviera
- Papa Bento II

## Outros calendários
- No calendário romano era o dia das nonas de maio.
- No calendário litúrgico tem a letra dominical A para o dia da semana.
- No calendário gregoriano a epacta do dia é xxii.